# Frammenti: Street Covers N.2
Frammenti: Street Covers N.2 è il primo mixtape della cantautrice italiana Mara Sattei, accreditata come Sara Mattei, pubblicato l'8 luglio 2014 con doppia etichetta Studio8 e Homies Label.

## Descrizione
Il disco, composto da quattro tracce scritte da diversi artisti e prodotto da Daniele Vit, è il seguito del primo EP Frammenti: Acoustic Covers N.1, uscito nel luglio 2014.

## Tracce
1. Sola con te (feat. Daniele Vit) – 3:57 (testo: Sara Mattei, Daniele Vit – musica: Daniele Vit)
2. Come il domino – 3:05 (testo: Sara Mattei, Daniele Vit – musica: Daniele Vit)
3. Me and me Broken – 2:08 (Rixton)
4. Work out – 2:42 (J. Cole)